# Microempresa
Una microempresa es defineix generalment com una petita i mitjana empresa que dona feina a nou persones o menys, i que té un balanç o facturació de menys d'una certa quantitat. En un context més anglosaxó i d'empresa social, també pot fer referència a una petita empresa finançada pel microcrèdit. A nivell internacional, la majoria de microempreses són empreses familiars que donen feina a una o dues persones. La majoria dels propietaris de microempreses estan principalment interessats a guanyar-se la vida per mantenir-se a si mateixos i a les seves famílies. Només fan créixer el negoci quan canvia alguna cosa de la seva vida i necessiten generar ingressos més grans. Segons la informació que es troba al lloc web Census.gov, les microempreses representen el 95% dels 28 milions d’empreses estatunidenques seguides pel cens. Tanmateix és habitual també l'abordatge dins d'aquesta tipologia d'empreses dels conceptes d'emprenedoria i empreses emergents, atès que durant els primers anys de vida acostumen a tenir una petita dimensió.
En concret podem veure la seva importància pel seu nombre, i és que a Espanya les microempreses representaven el 2020 un 89,7% del total de 1.492.418 empreses amb assalariats (1.338.650 microempreses), a Catalunya un 88,7% (234.459), a les Illes Balears un 89,8% (39.379) i al País Valencià un 89,9% (150.219), sumant els tres territoris un total de 424.057 microempreses (un 31,7% del total d'Espanya). Respecte a Andorra el 2018 les microempreses representaven un 90% d'un total de 8.774 empreses censades (7.897 microempreses).

## Definicions globals
El terme microempresa o micronegoci es refereix a diferents entitats i sectors segons el país.

### Unió Europea
La Unió Europea (UE) defineix les "microempreses" com aquelles que compleixen dos dels tres criteris següents i no ho fan durant almenys deu anys:
- menys de 10 empleats
- total del balanç inferior als 2 milions d’euros
- facturació inferior als 2 milions d’euros.[3]

### Regne Unit
L' Oficina d'Estadístiques Nacionals i el Departament d'Empresa, Energia i Estratègia Industrial mantenen registres estadístics que classifiquen oficialment les empreses d'entre 1 i 9 empleats com a microempreses. La Biblioteca de la Cambra dels Comuns manté una nota informativa que agrupa aquestes fonts estadístiques.

### Estats Units d'Amèrica
Als Estats Units s’utilitza un model diferent, però els objectius i valors fonamentals exposats són similars. Allí, una microempresa es defineix com una empresa amb cinc o menys empleats. Moltes d’aquestes empreses no tenen empleats que no siguin els propietaris autònoms. A més, aquestes microempreses solen necessitar menys de 35.000 dòlars en capital de préstec i no tenen accés al sector de la banca comercial convencional. La base de la microempresa als EUA és l'emprenedoria, que reconeix el dret fonamental de les persones a aplicar el seu talent individual, la creativitat i el treball dur per millorar la seva vida.

## Contribució a l'economia mundial i finançament
Es diu que les microempreses afegeixen valor a l'economia d’un país creant llocs de treball, augmentant els ingressos, reforçant el poder adquisitiu, reduint els costos i creant serveis empresarials de proximitat.
Des d'un punt de vista internacional les microempreses solen tenir poc o cap accés al sector de la banca comercial, i sovint depenen de microfinances o microcrèdits per finançar-se. Les institucions de microfinançament sovint financen aquests petits préstecs, sobretot al Tercer Món. Els que inicien microempreses se solen anomenar emprenedors, i en l'àmbit de la microempresa social es parla doncs d'emprenedors socials. Els microcrèdits són una fórmula que permet que altres organitzacions i inversors puguin concedir petits préstecs a persones amb pobresa, sovint als països del tercer món.

## El foment de l'autoocupació i l'emprenedoria als Països Catalans
La realitat però des de l'òptica dels Països Catalans, com a la resta d'Europa, fa que les polítiques públiques de foment de l'emprenedoria puguin tenir una personalitat pròpia totalment independent o bé estar altament integrades en les polítiques actives d'ocupació (PAO), com és el cas de Catalunya on el Servei d'Ocupació de Catalunya en gestiona els programes de foment i coordina les accions amb les àrees de promoció econòmica dels ajuntaments (alguns exemples són els de Barcelona Activa o de Santa Coloma de Gramenet). En l'altra línia en canvi, l'agència de desenvolupament econòmic Acció promou, entre moltes altres línies de suport empresarial, la creació d'empreses emergents i l'aixecament de finançament.
Al País Valencià en canvi es va dissenyar un pla estratègic d'emprenedoria per al període 2019-2023, de caràcter transversal, per dotar la figura de les microempreses i empreses emergents d'una personalitat pròpia destacada i vinculat amb la sostenibilitat, promogut des de la Conselleria d'Economia Sostenible, Sectors Productius, Comerç i Treball que, de per sí, ja defineix amb el seu propi nom una aposta clara per les microempreses i l'emprenedoria.
A les Illes Balears els diferents serveis de promoció econòmica han creat una xarxa anomenada Institut d'Innovació Empresarial de les Illes Balears (IDI), que es defineix com "Agència de Desenvolupament Regional [que] té com a objectiu impulsar el desenvolupament de l'activitat econòmica i empresarial a les Illes Balears, amb criteris de competitivitat, sostenibilitat, reequilibri territorial i sectorial, posant a disposició dels emprenedors i de les empreses, especialment de la micro, petita i mitjana empresa, la informació i els mitjans necessaris per a la seva implantació i per millorar la seva gestió i augmentar la seva competitivitat, bé directament, bé mitjançant la coordinació i la col·laboració amb altres entitats públiques i privades que persegueixin objectius afins." L'IDI promou L'Illes Balears Investment Forum, per fomentar el contacte entre emprenedors i àngels inversors.
A Andorra, un país amb un historial de més de tres dècades de foment de l'emprenedoria, ha apostat darrerament per atraure especialment empreses emergents de l'àmbit tecnològic, en part aprofitant el poder oferir una millor fiscalitat en l'impost de societats, però també creant un ecosistema emprenedor centrat en la tecnologia i la gestió de patents i royalties. En aquest sentit es va crear una Comissió de Treball per a la Identificació dels Problemes, Reptes i Solucions de l’Atracció d’Empreses a Andorra, de caràcter multilateral, que inclou organismes tant públics com privats.